# 한국사 (교과목)
한국사(韓國史)는 대한민국의 중학교와 고등학교 과정에서 가르치는 한국사 교과목이다. 한국의 역사에 대한 간략한 내용을 주제로 중학교에서 고등학교까지 배운다. 중학교 과정에서는 단순히 역사라는 과목으로 불린다.

## 개요
상, 하권으로 나뉘며 상권은 선사시대부터 남북국 시대까지, 하권은 고려, 조선부터 현대까지 서술한다. 중학교, 고등학교의 교재였다. 고등학교 국사 교과서의 경우, 6차 교육 과정(1996년 입학생 ~ 2001년 입학생) 까지는 근·현대사 내용도 있었으나, 7차 교육 과정(2002년 입학생~) 이 적용되면서 일부 국사 교과서에서는 근·현대사 내용이 삭제되었다. 2002년부터 이 내용은 따로 한국 근·현대사라는 교과서로 편찬된다.
그러나 내용이 부실하다는 지적이 있자, 2006년에 고등학교에 입학한 학생부터 국사 교과서에 근·현대사 내용이 추가되었다. 즉, 2002년부터 2005년까지의 입학생과 2006년 이후 입학생들이 배웠던 국사 교과서는 다르다. 이에 따라 2009학년도부터 2013학년도까지, 대학수학능력시험 사회탐구 영역의 국사 과목에 근·현대사 내용이 포함되었다.
2009 개정 교육과정부터 명칭이 역사와 한국사로 바뀌었다. 고등학교 같은 경우, 도입 초기에는 필수과목이 아니었다가, 역사 교육이 부실하다는 지적이 있자, 2012년부터 다시 필수과목으로 바뀌었다.

### 근·현대사 부분 독립
한국 근·현대사는 7차 교육과정 당시, 국사와 분리되어 도입되었으나, 2009 개정 교육과정 이후 다시 국사와 통합되어 한국사로 개편되었다.

## 교과서
초기에는 1종 교과서로 개별 출판사들에게 제작을 위임하지 않고 대한민국 교육인적자원부에서 국사편찬위원회 위탁으로 제작했다가, 명칭이 한국사로 바뀐 후에는 개별 출판사에서 직접 제작한다.  2015년 10월 12일, 교육부는 2017학년도 교육과정에 따른 교과서부터 국정화된다고 발표하였으나, 문재인 정부 출범 즉시 국정화 계획안은 폐기되어 개별 출판사 발행제로 되돌아갔다.

## 한국사와 대학 입시
초기에는 한국사가 대학 입시에서 필수적으로 들어갔으나, 2004년부터 선택 과목으로 바뀌었다. 선택 과목으로 전환 이후, 선택자 수는 매년 감소하자, 정부와 민간 차원에서 한국사를 대학수학능력시험 필수 과목으로 바꾸자는 움직임이 있었다. 이러한 노력 끝에, 교육부는 2017학년도 대학수학능력시험부터 한국사를 다시 수능 필수 과목으로 지정하였다. 또한 대학수학능력시험에서 한국사를 응시하지 않을 경우 모든 성적이 무효 처리되는 불이익을 받도록 하였다. 절대 평가를 적용해 한국사는 40점부터 1등급이고 이후 5점마다 1등급씩 내려간다.

### 한국사를 필수로 하는 대학
2017학년도 수능부터 필수 과목으로 지정되었으나, 자세한 부분은 대학 별로 차이가 있다.

## 논란과 의혹

### 비중립적 기술 문제
국사 교과서 편찬 이후 신숙주, 묘청, 신돈, 정도전, 김성일, 한명회, 원균 등 정치적 패배자들을 무조건 반역자, 역적으로 기술하는 것에 대해 문제점으로 제기되어 왔다. 역사가 신복룡에 의하면 '역사가를 배출하지 못한 계급 또는 그룹은 공적에 관계없이 역사의 주체가 되지 못하는 현실을 나는 견딜 수가 없었다'며 '그것이 묘청이든 신숙주든, 김성일이든, 원균이든 아니면 힘없는 소작농이든 간에 역사의 패배자에 대한 변론을 하는 것이 배운 값을 하는 것이라고 주장하였다.
신복룡은 유년 시절 국사 과목 시간의 원균 대목에서 원씨 성을 가진 친구들이 상처 받는 점을 예로 들었다. 나는 어린 시절에 원균의 얘기가 나올 때면 원씨 성을 가진 친구들이 어린 마음에 수치심으로 상처를 입는 것을 보면서 많은 연민을 느꼈다 한다. 국사 시간에 교사가 원균을 비난하고 이순신을 격찬하는 시간이면 원씨 성을 가진 아이들이 놀림감이 되어 얼굴을 못 들던 것을 문제점으로 제기하기도 했다.

### 이해관계 문제
황윤길의 집안 후손인 사학자 황의돈이 학봉 김성일을 비판적으로 기술한 점도 논란 거리가 되었다. 현대에 들어와 교과서를 편찬하면서 현대 한국사학사에 있어 김성일은 임진왜란을 유발한 전화의 책임자로 기록되었다. 이러한 논지를 띤 최초의 학자는 황윤길의 문중 족손인 황의돈이었다.
해방 후 동국대학교에서 국사학을 연구한 제1세대 학자인 황의돈은 신편 조선 역사 128~129쪽에서 류성룡, 이산해 등 당시 득세한 동인배가 김성일의 편을 들어 군사 시설을 모두 부수고 조정의 모든 대신들이 마음을 놓아 태평한 꿈에 취하여 드러누웠다.'고 기록함으로써 임진왜란의 책임이 김성일에게 있다고 기록하였다.
이를 두고 신복룡은 '한 역사적 인물의 행적은 그의 진심과 동기를 이해하는 데서부터 비롯해야 하고, 그의 진심은 그가 마지막 생애를 어떻게 마쳤는가에 따라 평가되어야 한다.'며 '김성일은 신중한 애국자요 충신으로 결코 의롭지 않게 거짓말을 말할 사람은 아니었다. 그는 문중 사학의 희생자였다 '며 안타까워했다.

### 동학 농민운동 12개조 왜곡 논란
2002년 동학 농민 운동 당시 제출되었다는 12개조 개혁안은 진위 여부가 불확실하다는 이견이 제기되었다. 또한 동학 농민군의 12개조 폐정 개혁안이 출처가 불분명한데도 2002년 당시 교육부가 의도적으로 12개조 폐정 개혁안을 강제로 삽입하도록 지시했다는 진술이 나타났다.
서울대학교 교수 유영익은 "자신이 국사 교과서 문제에 대해 깊이 생각하게 된 계기는 2002년 어느 날 나의 한 제자가 내 연구실로 찾아와 자기가 고등학교 검인정 근현대 교과서를 집필했다고 자랑하면서 교과서 집필 과정에서 겪은 실화 한 토막을 털어놓았을 때이다."라고 고백하였다.
유영익에 의하면 "그 제자는 동학 농민 운동을 다룸에 있어 다른 한 명의 공동 집필자와 함께 이른바 '동학 12개조 폐정 개혁안'이란 것이 허구임을 알기 때문에 애당초 그 개혁안을 교과서에 싣지 않기로 작정했는데 당시 교육인적자원부에서 집필자들에게 시달한 '국사 교육 내용 전개의 준거안'에 그 개혁안을 의무적으로 인용하도록 되어 있었기 때문에 부득이 교과서에 실었다고 고백했다.' 한다.
유영익에 의하면 폐정 12개조 개혁안은 출처가 불확실하다 한다. 그에 의하면 '나는 12개조 개혁안이란 것이 1940년에 어느 무명의 역사가(오지영)가 역사 소설 동학사라는 책에 임의로 삽입한, 역사상 존재하지 않는 자료임을 논문을 통해 입증했기 때문에 이 고백을 듣고 깜짝 놀랐다.'고 한다. 그에 의하면 당시 교육부가 '국사 교육 내용 전개의 준거안'이라는 것을 내세워 사실에 어긋나는 비진리를 국사 교과서에 싣도록 강요한 사실에 분개하였다. 이 얘기를 듣고 나서 부터 나는 우리나라 교육부가 일본 문부성 못지 않게 역사 왜곡을 자행한다고 생각했고 그 후로 일본 정부의 역사 왜곡에 대해 입을 다물게 되었다'고 고백하였다.

### 성찰 부족 문제
일제 시대사 연구에 대해 일본의 잔학상만을 강조하는데 많은 지면을 할애하고 있다. 그 예로서 신복룡은 2001년 당시 국사 (하)권 p 132~133페이지를 예로 들었다. 신복룡은 2001년 당시 국사 교과서를 예로 들며 일제 식민지를 당하게 된 원인 분석, 성찰, 반성 등은 없이 않고 남을 탓하는 법만 가르친다고 한탄하였다..신라장국이나라세우다
신복룡에 의하면 어디에도 자신의 과오나 실수에 대한 회오가 보이지 않으며, '일방적으로', '무자비하게', '강제적으로', '동의 없이', '무력으로' 등의 어휘만이 보인다. 이 지구상의 어느 식민지 병합이 '합의에 의해서, 자비롭고, 인도주의적인 방법으로 이루어진 경우가 있었는가' 라며 이러한 논지는 '탓의 역사학'에 지나지 않는다고 지적하였다. 한일 합방과 대한제국의 멸망에 대한 제국 내부의 원인에 대한 서술 없이 일제의 탓 만으로 편향서술되었음을 그는 문제점으로 지적하였다.

## 같이 보기
- 한국의 역사
- 대한민국의 중등교육
- 대한민국의 중학교
- 대한민국의 고등학교 교과목
- 대한민국의 중학교 교과목
- 한국사능력검정시험
- 국사편찬위원회